# Archidiecezja Maringá
Archidiecezja Maringá (łac. Archidioecesis Maringaënsis) – archidiecezja Kościoła rzymskokatolickiego w Brazylii. Należy do metropolii Maringá wchodzi w skład regionu kościelnego Sul II. Została erygowana przez papieża Piusa XII bullą Latissimas partire w dniu 1 lutego 1956.
16 października 1979 papież Jan Paweł II utworzył metropolię Maringá podnosząc diecezję do rangi archidiecezji.